# 连搭镇
连搭镇，是中华人民共和国甘肃省兰州市榆中县下辖的一个乡镇级行政单位。
2016年，甘肃省民政厅批复同意撤销连搭乡，设立连搭镇。

## 行政区划
连搭镇下辖以下地区：
马家洼村、麻家寺村、秦启营村、朱家沟村、薛家营村、孙家坡村、魏家营村、乔家营村、麻启营村、连搭村、朱典营村、金家营村、胡家营村、张家坪村、未家沟村、寇家沟村、肖家咀村和石头沟村。